# Otto Ciliax

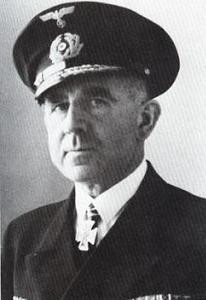
Otto Ciliax

Otto Ciliax (* 30. Oktober 1891 in Neudietendorf; † 12. Dezember 1964 in Lübeck) war ein deutscher Marineoffizier, zuletzt Admiral der Kriegsmarine im Zweiten Weltkrieg.

## Leben

### Kaiserliche Marine
Ciliax trat am 1. April 1910 als Seekadett in die Kaiserliche Marine (Crew 10) ein und absolvierte seine Grundausbildung auf dem Schulschiff Victoria Louise, bevor er an die Marineschule Mürwik kam. Anschließend versah er ab 1. Oktober 1912 Dienst auf dem Linienschiff Hannover und wurde hier am 27. September 1913 Leutnant zur See. Bei Ausbruch des Ersten Weltkriegs verblieb er weiterhin an Bord und wurde dann vom 1. bis 31. Dezember 1915 zur U-Bootsausbildung kommandiert. Man setzte Ciliax anschließend als Wachoffizier auf dem alten, zum Minensuchboot umgebauten Torpedoboot T 37 ein und versetzte ihn vom 16. März 1916 bis 14. Oktober 1917 in gleicher Funktion auf U 52. Dort wurde er am 22. März 1916 zum Oberleutnant zur See befördert. Ab dem 15. Oktober 1917 wurde er zur Verwendung der II. U-Boot-Flottille gestellt, war dann vom 12. November bis zum 5. Dezember an die U-Boot-Schule kommandiert und kehrte anschließend zur II. U-Boot-Flottille zurück. Vom 24. Juni bis 22. Juli 1918 kommandierte er dann UB 96 und war anschließend ab dem 25. Juli beim U-Boot-Abnahme-Kommando eingesetzt. Ab dem 11. August 1918 war Ciliax dann nochmals zwei Wochen zur Verfügung der U-Boot-Schule kommandiert. Und anschließend bis zum 23. September 2. Adjutant der Inspektion der U-Boote. Vom 24. September 1918 bis zum 20. Januar 1919, also bis über das Kriegsende hinaus, diente er dann als Kommandant von SM UC 27. Nach Kriegsende wurde er in die Reichsmarine übernommen.

### Reichsmarine
Ciliax wurde am 21. Januar zur Verwendung der Inspektion für U-Boot-Angelegenheiten gestellt und war anschließend als Kommandant auf verschiedenen Torpedobooten eingesetzt, nämlich vom 15. März bis zum 30. November 1919 auf T 92 und T 107, danach bis zum 18. Januar 1920 auf T 181 und dann bis zum 31. Dezember 1920 auf T 140 und T 145. Während dieser Zeit wurde er am 29. Juni 1920 zum Kapitänleutnant befördert. Anschließend wurde er bis zum 11. Juni 1921 zur Verfügung des Chefs der Marinestation der Ostsee gestellt. Daran schloss sich eine Verwendung beim Marinearchiv bis zum 24. März 1922 an. Anschließend diente Ciliax zunächst bis zum 31. Januar 1923 als Berater bei der Reichsmarinedienststelle Hamburg und danach in gleicher Funktion beim Reichsmarinedienststelle Bremen.
Es folgte eine Dienstzeit als Kompaniechef und Lehrer an der Marineschule Mürwik bis zum 30. September 1923 und danach eine Verwendung als Kommandant des Torpedobootes G 8 bis zum 23. März 1924. Anschließend wurde Ciliax aus gesundheitlichen Gründen beurlaubt. Ab dem 11. August 1924 war er der Genesenen-Abteilung der Marinestation Ostsee zugeteilt. Ab dem 30. März 1925 übernahm er dann das Torpedoboot S 18 als Kommandant und wurde anschließend ab dem 23. September 1926 zum Chef der I. Torpedobootflottille ernannt. Anschließend war Ciliax ab dem 1. Oktober 1928 Berater der Flottenabteilung (A II) im Marinekommandoamt und wurde am gleichen Tag zum Korvettenkapitän befördert. Darauf folgten zwei Verwendungen als 1. Admiralstabsoffizier, zunächst ab dem 24. Mai 1929 beim Stab des Befehlshabers der Seestreitkräfte der Ostsee und danach ab dem 1. Januar 1930 beim Stab des neu eingerichteten Befehlshabers der Aufklärungsstreitkräfte. Vom 25. September 1931 bis zum 30. September 1932 tat Ciliax Dienst als Berater in der Marineausbildungsabteilung (A IV) und danach bis zum 28. September 1934 in gleicher Funktion bei der Flottenabteilung (A I), vormals Flottenabteilung (A II), im Marinekommandoamt. Zwischendurch erfolgte am 1. Oktober 1933 die Beförderung zum Fregattenkapitän. Anschließend folgte dann noch eine Verwendung als Chef der Flotte bzw. der Operationsabteilung (A I), ehemals Flottenabteilung (A I), im Marinekommandoamt, ab dem 1. Juli 1935 im Dienstgrad Kapitän zur See. Diese Dienstzeit endete, nachdem die Reichsmarine bereits in Kriegsmarine umbenannt worden war, am 21. September 1936.

### Kriegsmarine
Ciliax wurde Kommandant auf dem Panzerschiff Admiral Scheer vom 22. September 1936 bis zum 30. Oktober 1938 und nahm mit dem Schiff am Spanischen Bürgerkrieg teil. Vom 22. März bis zum 26. Juni 1938 war er Kommandeur der deutschen Seestreitkräfte in Spanien. Anschließend war er bis zum 6. Januar 1939 zur Verwendung des Befehlshabers der Panzerschiffe abgestellt. Danach wurde Ciliax Kommandant des Schlachtschiffs Scharnhorst vom 7. Januar 1939 bis zum 28. September 1939. Anschließend wurde er im Dezember 1939 Chef des Stabes Marinegruppenkommando West. In dieser Funktion erfolgte am 1. November 1939 die Beförderung zum Konteradmiral und am 1. Juni 1941 die zum Vizeadmiral. Vom 16. Juni 1941 bis zum 2. Juni 1942 war er der Befehlshaber der Schlachtschiffe und vom 21. September bis zum 21. Oktober 1941 zudem der Kommandant der Ostseestreitkräfte der Kriegsmarine. Am 20. November 1941 erhielt er in der ersten Verleihungsrunde der Kriegsmarine das neu gestiftete Deutsche Kreuz in Gold verliehen. Ciliax war auch für die Durchführung des Unternehmens Cerberus im Februar 1942 zuständig. Ab dem 26. Juni 1942 war Ciliax Inspekteur des Torpedowesens. Am 1. Februar 1943 erfolgte seine Beförderung zum Admiral und im März 1943 wurde er zum Oberbefehlshaber des Marinegruppenkommandos Norwegen ernannt. Von diesem Posten wurde Ciliax aufgrund eines Zerwürfnisses mit dem Oberbefehlshaber der Kriegsmarine Karl Dönitz am 25. April 1945 abgelöst und durch Admiral Theodor Krancke ersetzt. Kurz darauf geriet er in Kriegsgefangenschaft, aus der er am 24. Februar 1946 entlassen wurde.
Sein Sohn Otto H. Ciliax (1939–2016) wurde Flottillenadmiral der Bundeswehr.

## Auszeichnungen
- Eisernes Kreuz (1914) II. und I. Klasse
- Ritterkreuz II. Klasse des Herzoglich Sachsen-Ernestinischen Hausordens mit Schwertern
- k.u.k. österreichisches Militär-Verdienstkreuz III: Klasse mit Kriegsdekoration
- U-Boot-Kriegsabzeichen (1918)
- Ehrenkreuz für Frontkämpfer (20. Oktober 1934)
- Wehrmacht-Dienstauszeichnung IV. bis I. Klasse am 2. Oktober 1936
- Komturkreuz des Kgl. Spanisch-Marokkanischen Mehdauia-Ordens am 5. März 1938
- Komturkreuz des Kgl. Ungarischen Verdienst-Ordens am 20. August 1938
- Medalla de la Campaña
- Spanisches Marineverdienstkreuz III: Klasse in Weiß am 21. August 1939
- Spanisches Marineverdienstkreuz III: Klasse in Gold am 21. August 1939
- Spanienkreuz in Gold mit Schwertern
- Spange zum Eisernen Kreuz II. und I. Klasse
- Deutsches Kreuz in Gold am 20. November 1941[4]
- Komturkreuz des Ordens der Krone von Italien
- Ritterkreuz des Eisernen Kreuzes am 21. März 1942[4]
- Flotten-Kriegsabzeichen
- Nennung im Wehrmachtbericht am 13. Februar 1942